# Halo Wars
A Halo Wars egy valós idejű stratégiai játék mely az Age of Empires sorozattal ismertté vált Ensemble Studios utolsó játéka volt, valamint az első stratégiai játék, mely a Halo sorozatban megismert sci-fi univerzumban játszódik. A Halo Wars a Microsoft Game Studios kiadásában jelent meg Xbox 360 platformra, Japánban és Ausztráliában 2009. február 26-án, Európában egy nappal később, míg Észak-Amerikában március 3-án került a boltok polcaira. A játék története 2531-ben, huszonegy évvel a Halo: Combat Evolved cselekménye előtt kezdődik. A játékos egyjátékos módban az emberi oldallal harcolhat a kiirtásukra felesküdött Covenant erőkkel szemben. (Többjátékos módban a földönkívüli csapatok irányítására is lehetőség nyílik.)
A játékot 2006 szeptemberében, az X06 rendezvény keretein belül mutatták be a nagyközönségnek. A fejlesztők különösen ügyeltek arra, hogy a Halo Wars az Xbox 360 kontrollerével is tökéletesen irányítható legyen és elkerüljék a korábbi konzolos stratégiai játékok buktatóit. Az Ensemble stúdiót a tulajdonos Microsoft a játék megjelenése után bezárta, a korábbi alkalmazottak egy része pedig megalapította a Robot Entertainment fejlesztőcsapatot, akik vállalták, hogy a játékhoz frissítéseket és letölthető tartalmakat fognak készíteni.
A Halo Wars pozitív fogadtatásban részesült, a Metacritic oldalán 92 értékelés alapján 82 pontos átlaggal rendelkezik. A kritikákban dicsérték a renderelt átvezető jeleneteket, a könnyű irányíthatóságot, illetve a Halo hangulatot. Hiányolták viszont, hogy a Covenant frakciót az egyjátékos módban nem lehet irányítani, valamint a Flood faj sem játszható a játékban, a stratégiai lehetőségek pedig korlátozottak. A GameSpot és a USA Today kritikusai szerint a műfaj rajongói a játékban rejlő stratégiai lehetőségeket meglehetősen felszínesnek fogják találni. 2009 márciusáig a játékból több mint egy millió példány fogyott világszerte, így a Halo Wars a legnagyobb példányszámban értékesített konzolos stratégiai játék címet viseli.
A játéknak 2017-ben jött ki a második része, a Halo Wars 2